# Уманський планетарій

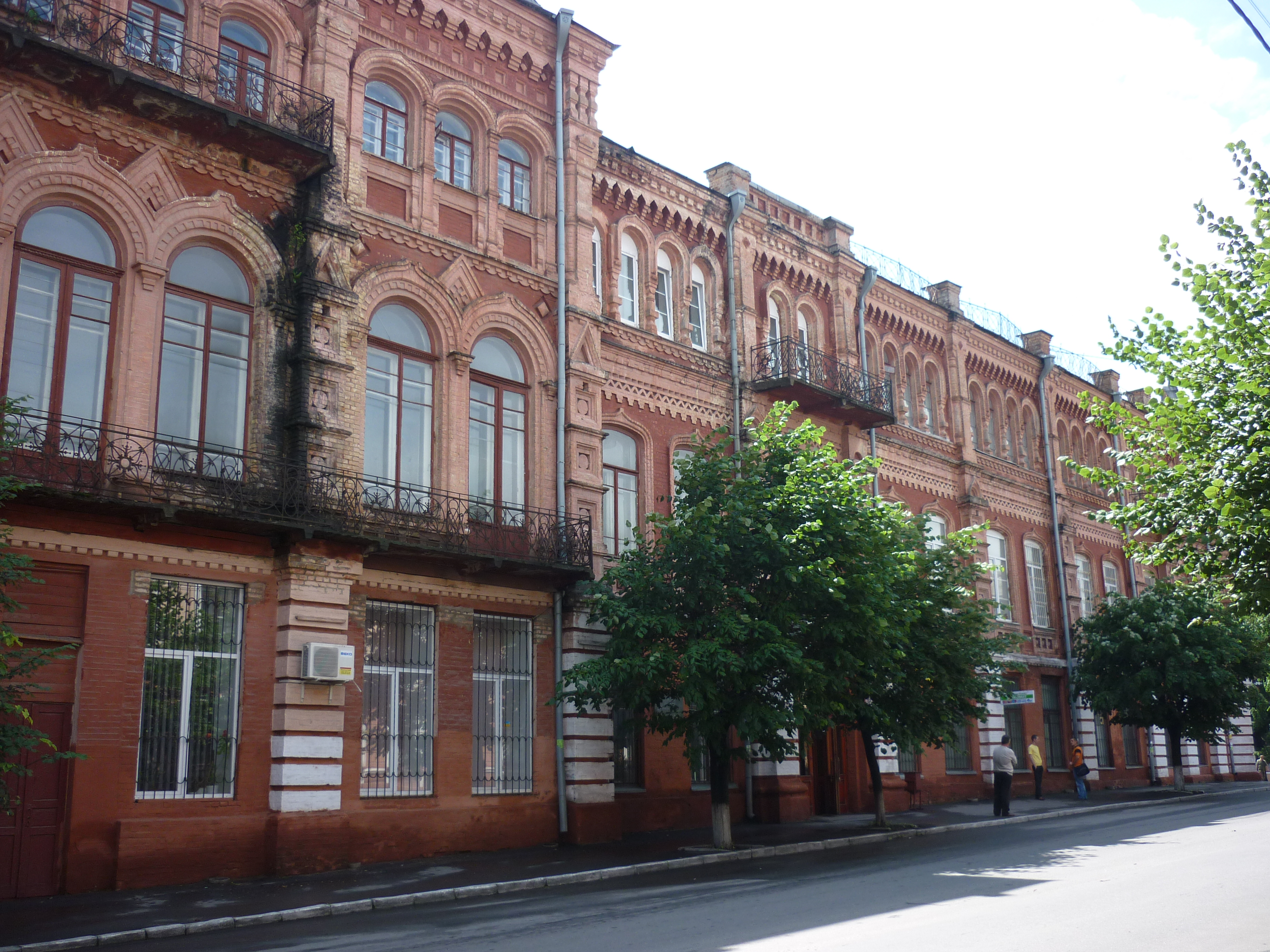
Головний корпус державного педагогічного університету імені Павла Тичини на базі якого створено планетарій.

Уманський планетарій — університетський планетарій, який функціонує при Уманському державному педагогічному університеті імені Павла Тичини. Планетарій як навчально-методичний центр виконує три головні функції — пізнавальну, наукову і просвітницьку. Впродовж року планетарій відвідують понад 1000 учнів Черкаської та сусідніх областей. За роки свого існування у ньому побувало понад 14 тисяч відвідувачів, що засвідчує потужні можливості багатофункціонального використання цього центру.
Планетарій було відкрито у 2003 році на базі кафедри фізики і астрономії Уманського державного Університету ім. Павла Тичини. Вперше серед педагогічних університетів України планетарій став використовуватись як засіб навчання майбутнього вчителя астрономії.
Ідея створення лабораторії сферичної астрономії, яка б дозволила вивчати та популяризувати астрономію, надавала можливість наочно демонструвати складні астрономічні явища, належить Михайлу Мартинюку – академіку НАН України, професору, завідувачу кафедри фізики та інтегративних технологій навчання природничих наук.
Активну участь у створенні та реалізації даного проєкту брали Ігор  Ткаченко та Віталій Боровик – на той час[коли?] директор з технічних питань Київського регіонального планетарію, а також викладачі, співробітники та студенти університету. Навчально-виховний центр «Планетарій» діє не лише як центр проведення  навчально-виховних заходів на факультеті фізики, математики та інформатики, але є свого роду експериментальним майданчиком для здійснення наукових досліджень, авторських розробок в галузі методики навчання астрономії, фізики, інформатики та інших природничо-наукових дисциплін.
Планетарій – науково-освітня установа, в якій проводяться сучасні аудіо-візуальні лекції з астрономії та інших природничих наук, демонструється зоряне небо, здійснюються астрономічні спостереження. Планетарій зорієнтований безпосередньо на поглиблене викладання дисциплін фізико-математичного напряму, популяризацію фундаментальних природничих наук, впровадження сучасних освітніх технологій, проведення наукових зібрань, семінарів, конференцій тощо.
Планетарій дозволяє показати ряд понять сферичної астрономії, зокрема, математичний горизонт, небесний меридіан, небесний екватор, коло схилень тощо. 
Технічне забезпечення планетарію дозволяє побачити зоряне небо майже кожного куточка землі, окрім екватора. Інструментарій планетарію здатен відтворити реальну картину зоряного неба у будь-який момент часу. Додаткові пристрої служать для відтворення картин сонячного та місячного затемнень, руху комети на небосхилі, зоряного (метеорного) дощу тощо . Сфотографувати проекцію зоряного неба не вдається – фотоапарат значно слабше сприймає її, ніж людський зір .
НВЦ «Планетарій» може вмістити одночасно близько 50 відвідувачів.